# LOVE THE EARTH
LOVE THE EARTH（ラブ・ジ・アース）は、2010年2月17日に日本でリリースされたオムニバス・アルバム。

## 概要
- 国連がバックアップするフジテレビ開局50周年記念事業「LOVE THE EARTH PROJECT 21」企画によるコンピレーション・アルバム。
- フジテレビ音楽情報番組「魁!音楽番付」内オーディション「はちたま MUSIC NIGHT!」月間ベスト楽曲に選ばれた6アーティストの受賞曲を収録。
- 受賞アーティストが「LOVE THE EARTH」＝“地球環境問題”をテーマに書き下ろしたオリジナル曲(6曲)をコンパイルした計12曲収録コンピレーション・アルバム。

## 収録曲
PCCA-03070, ¥2,000
01.	Leave Nature / HaLe BaLe
作詞:KIRI/作曲:HaLe BaLe
02.	everblue / HAYABUSA
作詞:takeshi sagata/作曲/編曲:kenichi sakamuro
03.	花、満ちるまで / Lunakate
作詞/作曲/編曲:Lunakate
04.	大地の唄 / 落合みつを
作詞/作曲:落合みつを/編曲:落合みつを、大工嘉章
05.	群青の空 / 光永泰一朗
作詞/作曲:光永泰一朗
06.	永久に / 黒崎ちえみ
作詞/作曲:黒崎ちえみ/編曲:わたなべ歩、黒崎ちえみ
07.	恋模様 / 落合みつを
作詞/作曲:落合みつを/編曲:落合みつを、高橋慶吉
08.	Real LOVE / 黒崎ちえみ
作詞/作曲:黒崎ちえみ/編曲:枝よしき
09.	空を見上げて / 光永泰一朗
作詞/作曲:光永泰一朗
10.	ひかりの輝き / HAYABUSA
作詞:takeshi sagata/作曲/編曲:kenichi sakamuro
11.	ありがとう / HaLe BaLe
作詞/作曲:KIRI
12.	幸せになろう / Lunakate
作詞/作曲/編曲:Lunakate